# Szyłowo-Kurja
Szyłowo-Kurja (ros. Шилово-Курья) – wieś (sieło) w Rosji, w obwodzie nowosybirskim, w rejonie karasuckim. W 2010 liczyła 755 mieszkańców.